# Mate Križman
Mate Križman (rođen 1934. u Šivatima kraj Žminja, Istra - 2019. u Zagrebu), klasični filolog, profesor grčkoga i latinskoga jezika, prevoditelj.
Nakon talijanske osnovne škole i ratnoga djetinjstva 1940. – 1945., upisuje se u prvi razred tadašnje kanfanarske gimnazije; sljedeće godine nastavlja školovanje u Pazinu gdje 1953. i maturira, istodobno na klasičnoj i na realnoj gimnaziji. Iste godine upisuje i klasičnu filologiju na Filozofskome fakultetu u Zagrebu, pošavši tako stopama najmanje četvorice poznatih Istrana iz te struke - Ćića Matije Grbca i Labinca Matije Vlačića kao protestantskih filologa iz 16. stoljeća te profesora stare pazinske gimnazije Josipa Rože, također Žminjca, s početka 20. st., dok je kod četvrtoga, sveuč. prof. Milivoja Sironića iz Trviža u Zagrebu studirao grčki. Diplomirao je početkom ljeta 1958. i odmah potom odslušao i položio tečaj iz etruskologije i italskih jezičnih starina na Sveučilištu za strance u Perugi. Duži se niz godina bavio srednjovjekovnom i novovjekovnom latinštinom i priređivao kritička izdanja arhivske građe. Doktorirao je 1984., obranivši disertaciju o imenskom blagu predrimske Istre uščuvanome na istarskim natpisima iz rimskoga doba.
Godine 1971. Mate Križman postaje članom je Odsjeka za lingvistiku Filozofskoga fakulteta u Zagrebu (asistent 1971., docent 1985., izvanredni profesor 1992., redoviti profesor 1997.). Kao klasični filolog bio je predstojnikom Katedre za indoeuropsku lingvistiku od 1985. godine do 1996. godine. Godine 1992. postaje predstojnikom Katedre za grčki jezik i književnost pri Odsjeku za klasičnu filologiju, ali i dalje nastavlja s održavanjem indoeuropeističkih predavanja i seminara studentima Odsjeka za opću lingvistiku i orijentalne studije (to jest od 2000. godine Odsjeka za lingvistiku).
Jedno od težišta njegova znanstvenoistraživačkoga rada je hrvatski latinizam, srednjo- i novovjekovni; na tome se području bavi kritičkim izdavanjem, prevođenjem i sveukupnom filološkom obradom latinskih zapisa, kao i poviješću njihova nastajanja; u vezi s time napisao je i tri rasprave o Matiji Vlačiću kao filologu. Na području indoeuropske lingvistike istražuje razvitak te struke u Hrvatskoj. Posebno se pak posvetio proučavanju predrimskih i predgrčkih jezičnih tragova u našim krajevima, primjenjujući metodu tzv. imenskih krajolika na proučavanje vlastitih imena s područja današnje Hrvatske i Bosne i Hercegovine, zabilježenih na antičkim natpisima te u grčkim i latinskim književnim izvorima. Plod toga istraživanja dvije su objavljene knjige u vezi s našom najstarijom zavičajnom prošlošću: ”Antička svjedočanstva o Istri” i ”Rimska imena u Istri - osobna imena na istarskim natpisima iz Rimskoga doba“; u ovoj se drugoj knjizi istražuje prije svega sustav domaćih istarskih imena na rimskim natpisima iz Istre, ali posredno i izumrli jezik predrimskih Histrâ, jer su njihova imèna mjestâ i ljúdi jedini ostatak toga jezika koji nam je danas dostupan.

## Prijevodi
- Richard Coudenhove Kalergi: “Paneuropa”,
- Jean Monbourqette: “Za samosvojnu djecu, praktični vodič za roditelje” (Provincijalat franjevaca trećoredaca,  Zagreb, 2005.)

## Nagrade i priznanja
- Nagrada Josip Juraj Strossmayer / Povelja za najuspjeliji nakladnički pothvat za priređeno izdanje “Statuta Pulske općine” (2001.)